# Talsperre Kauscha
Die Talsperre Kauscha ist eine Talsperre in Sachsen, die 1977–1979 und 1983–1985 in Kauscha bei Dresden zum Hochwasserschutz und zur Brauchwasserversorgung gebaut wurde. Die offizielle Inbetriebnahme war 1985.
Der Staudamm der Talsperre Kauscha ist ein homogener Damm aus Lößlehm.
Die Talsperre wird von der Stau- und Flussmeisterei Gottleuba mit ihrem Dienstsitz in Bad Gottleuba unterhalten. Den See quert die 228 Meter lange Gebergrundbrücke, auf welcher die Autobahn A 17 Dresden–Prag verläuft.
Die Talsperre dient vor allem dem Hochwasserschutz des Dresdner Stadtbezirks Prohlis. Der Stausee ist ein Hochwasserrückhaltebecken für den Geberbach. Von den 0,245 Mio. m³ sind 0,14 Mio. m³ als Hochwasserrückhalteraum vorgesehen. Zur Frühwarnung wurde die Talsperre 2011 für 120.000 Euro mit einem Ablaufpegel, einem Elektroanschluss und Datenfernübertragung ausgerüstet.

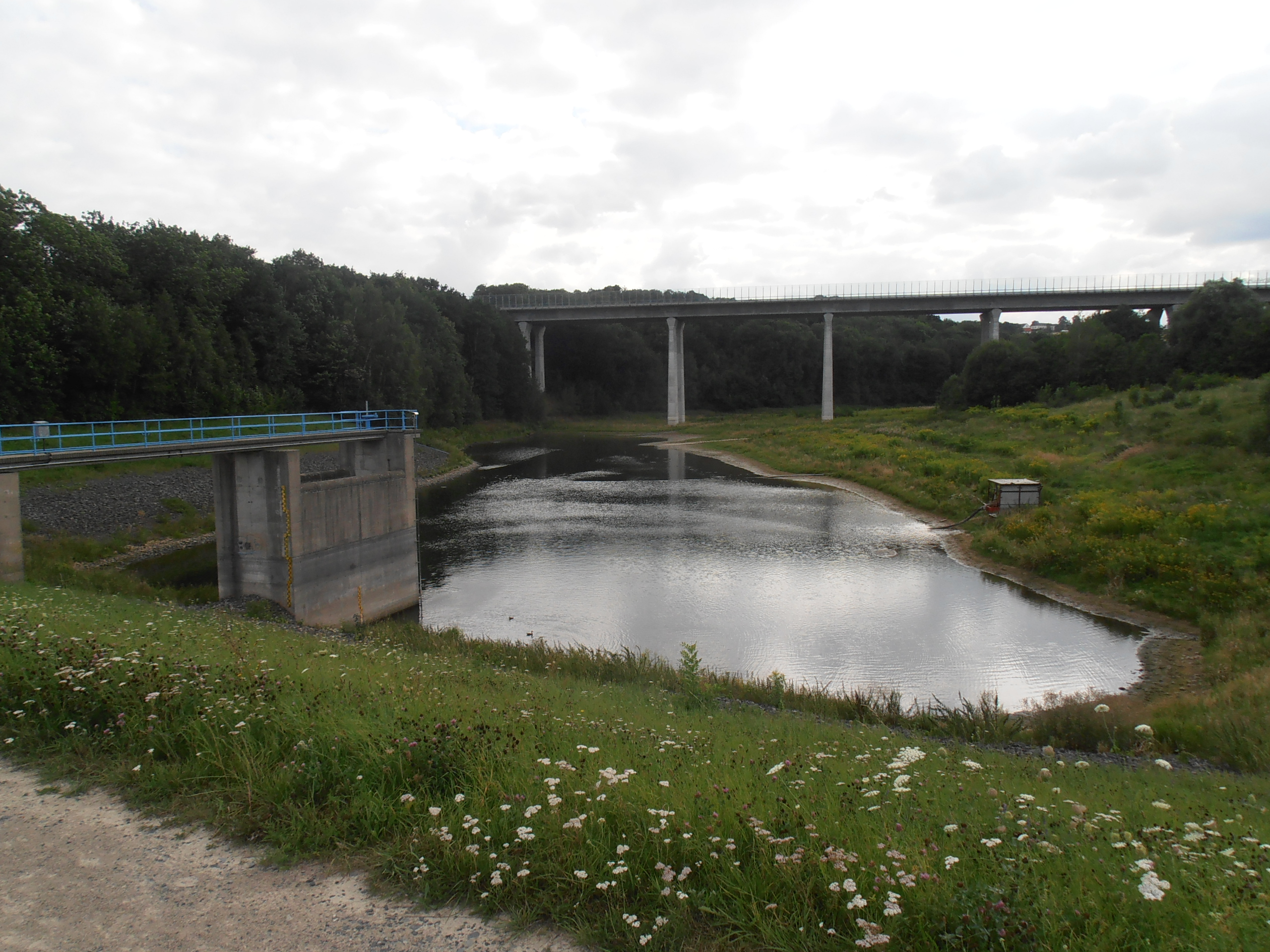
Talsperre Kauscha, Blick von der Krone mit Gebergrundbrücke

Die Hauptnutzer des Brauchwassers sind die umliegenden Erdbeerfelder. In der Vergangenheit wurde der Stausee noch zum Baden genutzt. Dies ist aufgrund von Verschlammung und niedrigem Wasserstand heute nicht mehr möglich.
Zum System der Talsperre Kauscha gehören zwei Regenrückhaltebecken der Autobahn A 17, welche 2005 in Betrieb genommen wurden und ein Volumen bei Vollstau von 226 m³ beziehungsweise 184 m³ haben.
Bei einem 100-jährlichen Hochwasserereignis beträgt der Zufluss zur Talsperre etwa 8,9 m³/s. Der Hochwasserabfluss bis zum HQ100 wird durch die Talsperre auf circa 2 m³/s reduziert.